# Alexandre et Diogène
Alexandre et Diogène, dénommé également  Rencontre d'Alexandre et de Diogène,  est un relief sculpté en marbre réalisé entre 1671 et 1689 par le sculpteur Pierre Puget à Toulon sur commande de Jean-Baptiste Colbert pour le château de Versailles. L’œuvre est actuellement conservée au musée du Louvre.

## Contexte de la création
L’œuvre fut réalisée lors de la période toulonnaise de l'artiste. Il était alors chargé de la réalisation des sculptures des navires de la flotte de Louis XIV en cours de construction à Toulon. Deux blocs de marbre inutilisés (alors qu'il s'agit à l'époque d'un matériau d'une préciosité considérable) se trouvaient dans l'arsenal où œuvrait Puget. Ce dernier obtient alors de Jean-Baptiste Colbert de les utiliser pour deux compositions de son choix, sans contrainte imposée tant sur le sujet que le format. L'accord de Colbert à ce projet relève de l'exception à une époque où la création artistique est largement contrôlée par le pouvoir royal, l'Académie royale de peinture et de sculpture ou les corporations. De ces deux blocs de marbre sortiront près de 10 ans plus tard le Milon de Crotone (1671-1682, musée du Louvre) et Alexandre et Diogène, deux des plus importantes œuvres de l'artiste. Le relief n'est expédié qu'en 1697 à Versailles, après la mort de Puget.

## Description
Il s'agit là du plus grand relief de la sculpture française, seulement dépassé par le passage du Rhin par François Joseph Bosio (relief de la statue équestre de Louis XIV, place des Victoires, 1819-1822).
Pierre Puget choisit de représenter ici un épisode de la vie d'Alexandre le Grand, lorsque ce dernier croise le chemin de Diogène à Corinthe. Alexandre aurait alors demandé à Diogène ce dont il avait besoin et ce dernier lui aurait répondu « Ôte-toi de mon Soleil ». C'est donc une iconographie assez curieuse quand on sait qu'elle est à destination du château de Versailles. Elle pourrait ainsi facilement être interprétée comme assez hostile au pouvoir royal puisque Louis XIV fut largement comparé à Alexandre dans les arts, avant d'être assimilé au Soleil. Puget met ici en valeur le bénéfice de la pauvreté face à la richesse et au pouvoir. Cette interprétation sur une vision critique du pouvoir est cependant à relativiser puisque contrairement à la vision romantique que l'on put avoir de Pierre Puget au XIXe siècle, ce dernier n'était pas un artiste solitaire loin des sphères du pouvoir.
L’œuvre est tout à fait caractéristique du style de Pierre Puget. C'est très pictural, on note les jeux de profondeur et de relief. Puget superpose couches et plans, en imbriquant ainsi les lignes géométriques. On retrouve également dans cette œuvre les diagonales qui marquent ses compositions. La connaissance de l'Antiquité est visible dans le rappel du Laocoon chez Diogène, dans la figure d'Alexandre qui reprend des portraits de Néron et dans la connaissance de l'architecture antique, en particulier avec le temple de Mars à l'arrière de la composition. A contrario, la représentation des soldats quitte quant à elle le domaine du portrait pour celui de la caricature.